# Lepipaschia inornata
Lepipaschia inornata är en fjärilsart som beskrevs av Shaffer och M. Alma Solis 1994. Lepipaschia inornata ingår i släktet Lepipaschia och familjen mott. Inga underarter finns listade i Catalogue of Life.